# Supercoppa Dante Berretti
La Supercoppa Dante Berretti  è stata una competizione calcistica organizzata dalla Lega Pro per le giovanili Berretti, disputatasi in due sole stagioni.
Veniva assegnata al termine del campionato, tra le squadre vincitrici delle categorie riservate alle squadre di Serie C e di Serie A-Serie B.

## Albo d'oro
| Anno                        | Stadio                                                      | Finale                          | Finale    | Finale                            |
| Anno                        | Stadio                                                      | Vincitore del titolo di Serie C | Risultato | Vincitore del titolo di Serie A-B |
| --------------------------- | ----------------------------------------------------------- | ------------------------------- | --------- | --------------------------------- |
| 2018 Dettagli               | Comunale "Valle Anzuca", Francavilla al Mare 18 giugno 2018 | Feralpisalò                     | 0 - 3     | Sassuolo                          |
| 2019 Dettagli               | Novarello, Granozzo con Monticello 9 giugno 2019            | Virtus Entella                  | 2 - 1     | Torino                            |
| 2020 Edizione non disputata | -                                                           | Titolo non assegnato            | -         | Titolo non assegnato              |

## Vittorie per squadra
| Club           | Partecipazioni | Vittorie | Sconfitte | Edizioni vinte | Edizioni perse |
| -------------- | -------------- | -------- | --------- | -------------- | -------------- |
| Sassuolo       | 1              | 1        | 0         | 2018           | -              |
| Virtus Entella | 1              | 1        | 0         | 2019           | -              |
| Feralpisalò    | 1              | 0        | 1         | -              | 2018           |
| Torino         | 1              | 0        | 1         | -              | 2019           |